# Carlos Cueto Fernandini
Carlos Cueto Fernandini (Ica, Perú, 16 de septiembre de 1913 - Lima, 3 de noviembre de 1968) fue un educador y filósofo peruano. 
Fue catedrático de la Universidad de San Marcos, de cuya Facultad de Educación llegó a ser el segundo decano. Fue vicerrector de la Universidad de Lima. Colaboró en la promulgación de la Ley de Educación de 1940. Asimismo enseñó en diversas universidades estadounidenses y fue funcionario internacional de la UNESCO y la OEA, por lo que llegó a ser muy conocido fuera de su patria. En el Perú fue director de la Biblioteca Nacional, de 1962 a 1966, y Ministro de Educación Pública, entre 1965 y 1966. 
En memoria suya dos colegios nacionales del Perú llevan su nombre: uno situado en el distrito de Los Olivos, Lima, y otro en Ica, su tierra natal.

## Biografía
Sus padres fueron Napoleón Cueto y Rosa Victoria Fernandini. Pertenecía a una familia modesta, que vivía del negocio de abarrotes, pero al irles mal tuvieron que emigrar a Lima. Carlos inició sus estudios escolares en el Colegio Alemán, el Colegio San Andrés y los culminó en el Colegio Nacional Nuestra Señora de Guadalupe, donde cursó el último año de secundaria (1930). Fue en esos años, cuando motivado por José Alvarado y Luis Felipe Alarco, formó con ellos una asociación literaria a la que le pusieron el nombre de "Vertical".
Ingresó a la Universidad de San Marcos en 1936 y en ella optó el grado de bachiller en Derecho con una tesis sobre "El régimen matrimonial de separación de bienes y la posibilidad de su implantación en el Perú como régimen convencional." Se recibió de abogado en junio de 1941. Después se graduó de bachiller en Letras (en la Universidad Nacional de Trujillo) y de doctor en Filosofía a mérito de su tesis sobre "La doctrina del espacio y el tiempo en Leibniz y en Kant" (1942).
Simultáneamente a su formación universitaria se inició en la docencia escolar como profesor del Liceo Tacna, en donde tuvo a su cargo las asignaturas de Castellano y Literatura (1933). También fue profesor de los colegios Anglo Americano (1934-37) y Guadalupe (1934-44). En 1942 se incorporó al cuerpo docente de la Universidad de San Marcos y regentó las cátedras de Psicología General e Historia de la Psicología.
En 1944 obtuvo una licencia para realizar estudios de especialización en el Teachers College de la Universidad de Columbia y en la Universidad de Chicago. Creada la Facultad de Educación en San Marcos en 1946, inició en ella la enseñanza de la asignatura Mediciones Mentales y Educacionales, y ejerció su decanato, de 1948 a 1956. Ocupó también la jefatura del Departamento de Sociología de la Educación del Instituto Psicopedagógico Nacional (1945-49) y la dirección de Educación Secundaria y Superior en el Ministerio de Educación Pública (1947-48).
En 1952, con 39 años de edad, regresó a Estados Unidos para seguir estudiando cuestiones educativas y fue profesor visitante en el Teachers College de la Universidad de Columbia y en la Universidad de Indiana. 
De 1957 a 1958 trabajó en el Departamento de Educación de la UNESCO, en París, como Director de Proyectos de los Programas de Educación para América Latina. De 1959 a 1961 dirigió el Departamento de Educación de la OEA y, más adelante, fue miembro del directorio del Instituto Internacional de Planeamiento de la Educación con sede en París y del Comité de Asesores Técnicos de la Oficina Iberoamericana de Educación en Madrid.
De retorno en el Perú, fue solicitado para enseñar cursos de su especialidad en la Universidad de Lima (1962), en la cual asumió posteriormente el vicerrectorado (1968). Fue también profesor de la Facultad de Educación de la Pontificia Universidad Católica del Perú.
Fue nombrado director de la Biblioteca Nacional del Perú, cargo que ejerció del 8 de agosto de 1962 al 14 de octubre de 1966, y en el que inició un amplio programa de difusión de bibliotecas populares. Dispuso también la reedición facsimilar del famoso Mercurio Peruano, publicación de la época colonial que tuvo mucha influencia en la formación del concepto de la patria peruana (en 12 volúmenes, 1964-66). 
Por su labor en el campo de la educación peruana y su reconocida sapiencia, el gobierno de Fernando Belaúnde Terry lo nombró Ministro de Educación Pública, que ejerció en dos períodos: del 30 de julio al 15 de septiembre de 1965, y del 15 de abril al 30 de diciembre de 1966.
En diciembre de 1966 fue interpelado por el Congreso. Cueto fue censurado por "falta de respeto y cortesía" al Senado, luego de haber manifestado que algunos senadores "no conocen el valor semántico" de las palabras.

El Ministro de Educación: Señor Presidente, repito que en este recinto yo he escuchado palabras como las siguientes: Que el gobierno ha protegido mafias, que el gobierno es agente de empresas particulares. Si estas palabras no son ofensivas y ofensivas moralmente, si estas palabras no hieren la dignidad del gobierno, entonces, señor presidente, yo no entiendo bien el idioma español o tal vez los señores que han pronunciado estas palabras uno conocen el valor semántico de las mismas
Cueto Fernandini ante el Senado en diciembre de 1966

En 1967, Carlos Cueto Fernandini fue candidato a Diputado de Lima por Acción Popular en las elecciones complementarias para elegir al sucesor del fallecido literato y Diputado acciopopulista Ciro Alegría, pues la vigente Constitución Política de 1933 no preveía ante esta circunstancia el obligatorio reemplazo por un correligionario suyo (lo que posteriormente sería subsanado por la Constitución Política de 1979).
Carlos Cueto Fernandini falleció prematuramente cuando recién había cumplido los 55 años de edad, un mes después del Golpe de Estado de 1968.

## Obras
- "La polémica Trendelenburg-Kuno Fischer (1936), artículo filosófico.
- "El naturalismo frente a la fenomenología" (1938), artículo filosófico.
- Poemas dispares (1940).
- "La doctrina del espacio y del tiempo en Leibniz y Kant" (1942), tesis universitaria.
- El problema del origen del conocimiento en los sistemas racionalistas (1946), folleto.
- Bases de la universidad peruana (1946 y 1970).
- "Leibniz: la sustancia como posibilidad" (1947), artículo filosófico.
- "Baltasar Gracián y la idea del hombre" (1949), artículo filosófico.
- El colegio universitario (1947 y 1971).
- "La experiencia intencional" (1951), ponencia.
- Baltasar Gracián y la idea del hombre (1949).
- La educación como forma: un voto en contra (1964, publicado en forma independiente en 1970).
- La educación, semillero de los derechos del hombre (1968).
- Pongamos en marcha las bibliotecas escolares (1969).
- Un texto de Psicología (1965, 1966, 1967 y 1972) para la educación secundaria.

## La educación en el Perú
En cuanto a la educación, Cueto piensa que su finalidad esencial es la realización y consolidación de los derechos y libertades del hombre, ya que ella es el único medio que nos coloca en la situación de poder hacer efectivas nuestras pretensiones jurídicas dentro de la vida social (La educación..., pp. 16-17). La crisis de la educación nacional se manifiesta a través de sus deplorables resultados, según Cueto; pero tiene profundas raíces en la concepción misma de la educación como "forma", en la idea de que al niño hay que "formarlo" para que sea adulto, en la intención de nuestra escuela y de nuestro plan de estudios de modelar el espíritu del educando según las formas propias de la cultura adulta (La educación como forma, p. 25). No obstante esta tesis, Cueto no olvida que el problema de la educación no es solamente pedagógico, es también de naturaleza social. La adaptación de la educación a las necesidades económicas requiere por lo tanto que se renueven algunas estructuras económicas aún imperantes y que actúan como frenos al desarrollo de la educación (La educación..., p. 26).

## Condecoraciones
- Palmas Magisteriales, otorgado por el Ministerio de Educación del Perú.
- Miembro Honorario del Colegio de Doctores en Educación.
- Miembro Honorario de la G.U.E Bartolomé Herrera.
- Palmas Académicas, otorgado por el Gobierno de Francia.

## Descendencia
Se casó con Lilly Caballero, docente,  con la cual tuvo tres hijos:  Alonso (n. 1954),  Marcos (n. 1957) y Santiago (n. 1960). El primero, Alonso Cueto Caballero, es literato autor de novelas y cuentos que han sido traducidas a varios idiomas; el segundo, Marcos Cueto Caballero es historiador y docente universitario, y el tercero, Santiago Cueto Caballero, es psicólogo e investigador en educación.